# Эль-Хасаб
Эль-Ха́саб (араб. خصب‎) — город, административный центр мухафазы Мусандам Султаната Оман, а также одноимённого вилайета. Расположен в 500 км к северо-западу от столицы Маската, в эксклаве, окружённом с суши территорией ОАЭ. Население — 17 730 человек (2003). Арабское название города можно перевести на русский как Плодородный. Хасаб ещё называют «Арабской Норвегией» из-за окружающих город фьордов и высоких гор. Эль-Хасаб привлекает туристов со всего мира, желающих полюбоваться пейзажами и совершить погружение с аквалангом, увидеть уникальную морскую флору и фауну. В окрестностях города находится самая высокая точка полуострова Мусандам — гора Эль-Харим (Джебель-эль-Харим) (2087 м). Город был основан португальцами, заложившими здесь, у естественной глубоководной гавани, в начале XVII столетия, крепость.
Со столицей Омана Маскатом имеется воздушное сообщение. Аэропорт Эль-Хасаба, находящийся несколько западнее, имеет взлётно-посадочную полосу протяжённостью 2500 м. Авиабазу в Эль-Хасабе имеют право использовать Вооружённые силы США. База активно использовалась во время Кувейтского кризиса 1990—1991 годов и при проведении операций против Ирака в 2003 году.
В Эль-Хасабе три гостиницы.
В 2 километрах от городской черты расположен порт Эль-Хасаба, способный принимать крупные круизные корабли.

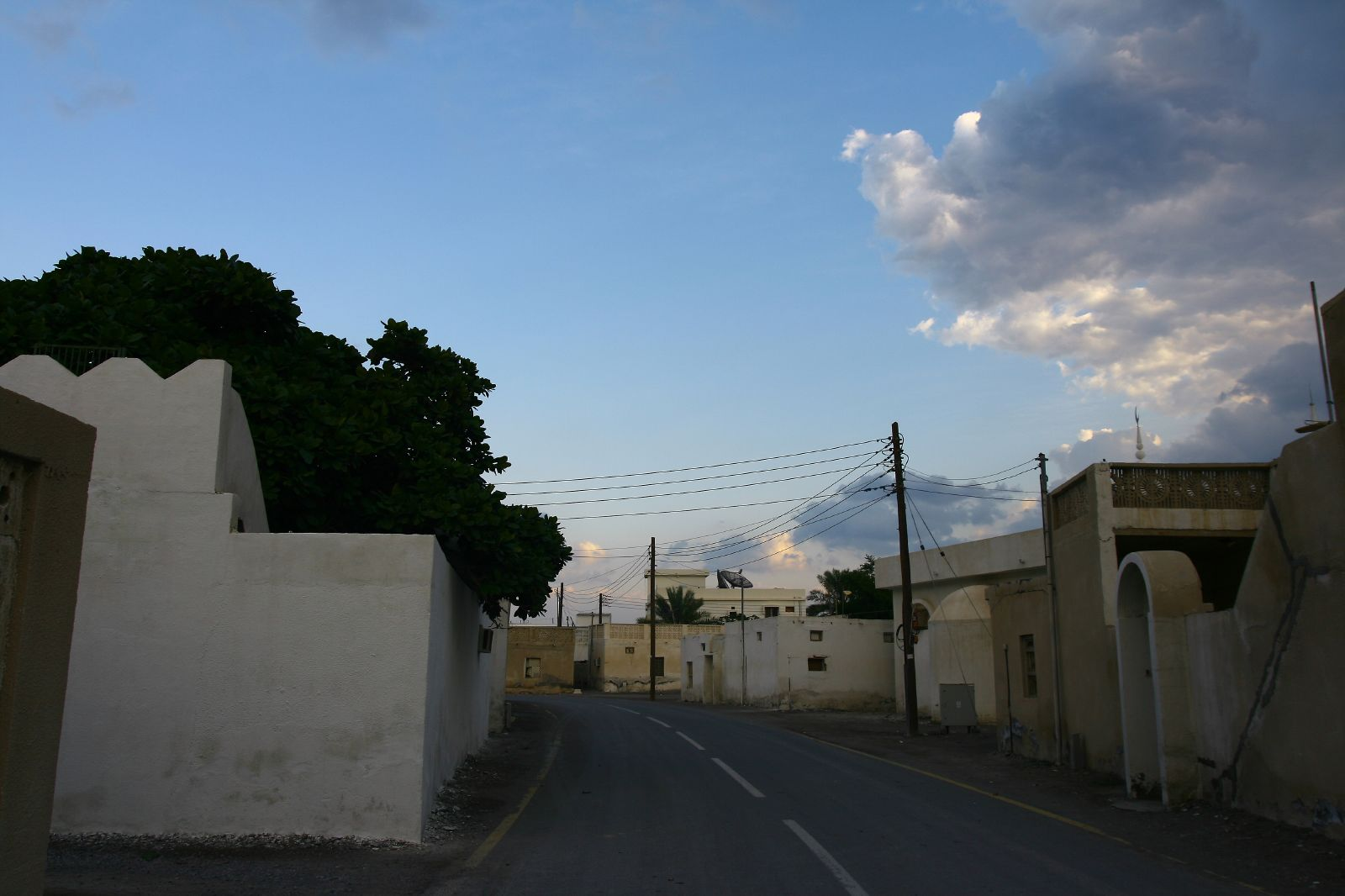
Городская улица

## Достопримечательности
- Форт с зубчатыми стенами, построенный в XVII веке португальцами в городской бухте. Отреставрирован в начале 1990 г.
- Рынок, где продаются изделия народных промыслов, в том числе знаменитые мусандамские топоры.